# Rajd Madery 1988
Rajd Madery 1988 (29. Rali Vinho da Madeira) – 29. edycja rajdu samochodowego Rajd Madery rozgrywanego we Portugalii. Rozgrywany był od 5 do 7 sierpnia 1988 roku. Była to dwudziesta dziewiąta runda Rajdowych Mistrzostw Europy w roku 1988 (rajd miał najwyższy współczynnik – 20) oraz dziewiąta runda Rajdowych Mistrzostw Portugalii.

## Klasyfikacja rajdu
| Miejsce                      | Kierowca                     | Pilot                        | Samochód                     | Czas                         | Strata                       |                              |
| Klasyfikacja generalna i ERC | Klasyfikacja generalna i ERC | Klasyfikacja generalna i ERC | Klasyfikacja generalna i ERC | Klasyfikacja generalna i ERC | Klasyfikacja generalna i ERC | Klasyfikacja generalna i ERC |
| ---------------------------- | ---------------------------- | ---------------------------- | ---------------------------- | ---------------------------- | ---------------------------- | ---------------------------- |
| 1.                           | Patrick Snijers              | Dany Colebunders             | BMW M3 E30                   | 4:14:35                      | 0.0                          |                              |
| 2.                           | Joaquim Santos               | Miguel Oliveira              | Ford Sierra RS Cosworth      | 4:26:32                      | +11:57                       |                              |
| 3.                           | Fernando Capdevila           | Juan Luis Estévez            | BMW M3 E30                   | 4:32:44                      | +18:09                       |                              |
| 4.                           | Fabien Doenlen               | Evelyne Merciol              | Peugeot 205 GTI 1.9          | 4:35:54                      | +21:19                       |                              |
| 5.                           | Paulo Oliveira               | António Castro               | Renault 5 GT Turbo           | 4:41:40                      | +27:05                       |                              |
| 6.                           | Manuel Rolo                  | Filipe Fernandes             | Renault 11 Turbo             | 4:44:59                      | +30:24                       |                              |
| 7.                           | Vasco Silva                  | Francisco Pinto              | Peugeot 205 GTI 1.9          | 4:45:14                      | +30:39                       |                              |
| 8.                           | Carlos Alonso-Lamberti       | Marín Sarmiento              | Alfa Romeo 75 Turbo          | 4:46:52                      | +32:17                       |                              |
| 9.                           | José Camacho                 | Rui Silva                    | Peugeot 205 GTI 1.6          | 4:54:50                      | +40:15                       |                              |
| 10.                          | Alain Lopes                  | Jean-Manuel Jamar            | Opel Kadett GSI              | 4:55:27                      | +40:52                       |                              |